# レーベ

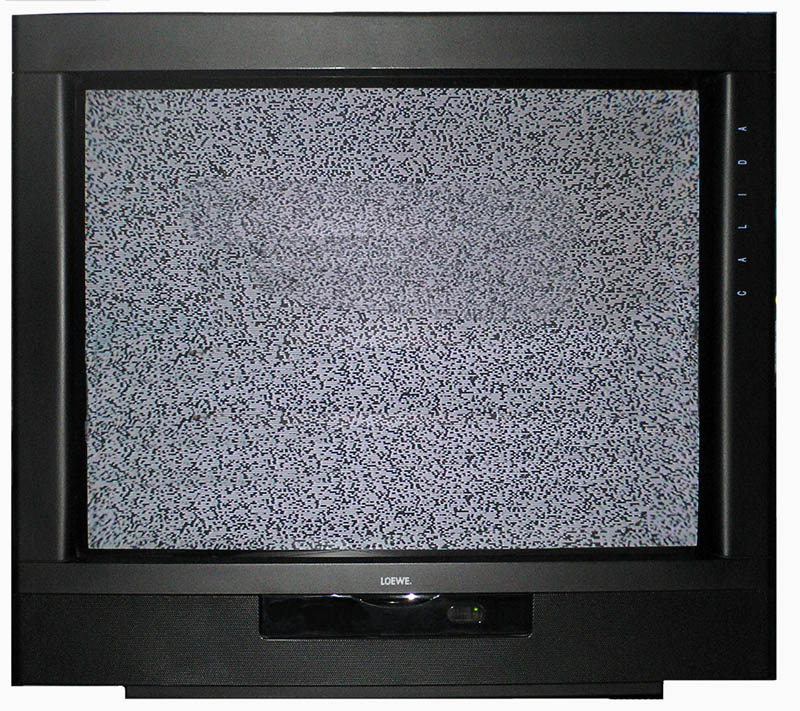
レーベ製テレビ (Calida 5672)

レーベ（Loewe, 正式社名：Loewe Technology GmbH）は、ドイツの電子機器メーカー。主に電子娯楽機器を供給している。1923年にダーフィト・ルートヴィヒ・レーヴェ（David Ludwig Loewe, 1884年 - 1936年）とジクムント・レーヴェ（Siegmund Loewe, 1885年 - 1962年）の兄弟がベルリンで創業した。登記上の本社はフランクフルト・アム・マインに置かれているが、本部や工場など実質的な本拠地はバイエルン州クローナハにある。
主な製品はテレビ受像機で、これにDVDプレーヤー/レコーダー、BDプレーヤー、音響機器が続く。2005年時点で利益の約80%は薄型テレビによるものである。製品のラインナップは高級志向のテレビで、ホームシアターシステムやデジタル録音機能付きステレオなどの周辺機器も製造している。
テレビのブランドは以下の5部門がある。
- Loewe Reference：「Spheros」シリーズ製品を含む。
- Loewe Individual：「Iセレクション」シリーズと「Iコンポーズ」シリーズ製品を含む。
- Loewe Art：「Xelos」シリーズ製品を含む。
- Loewe Light：「Concept」シリーズと「Modus」シリーズ製品を含む。
- Loewe Connect：同社の次世代テレビ。ホームネットワーク内のメディアサーバからビデオ、写真、音楽をストリーミング視聴することができる。

同社株式の29%を所有するシャープ向けに液晶テレビの生産も行っている。

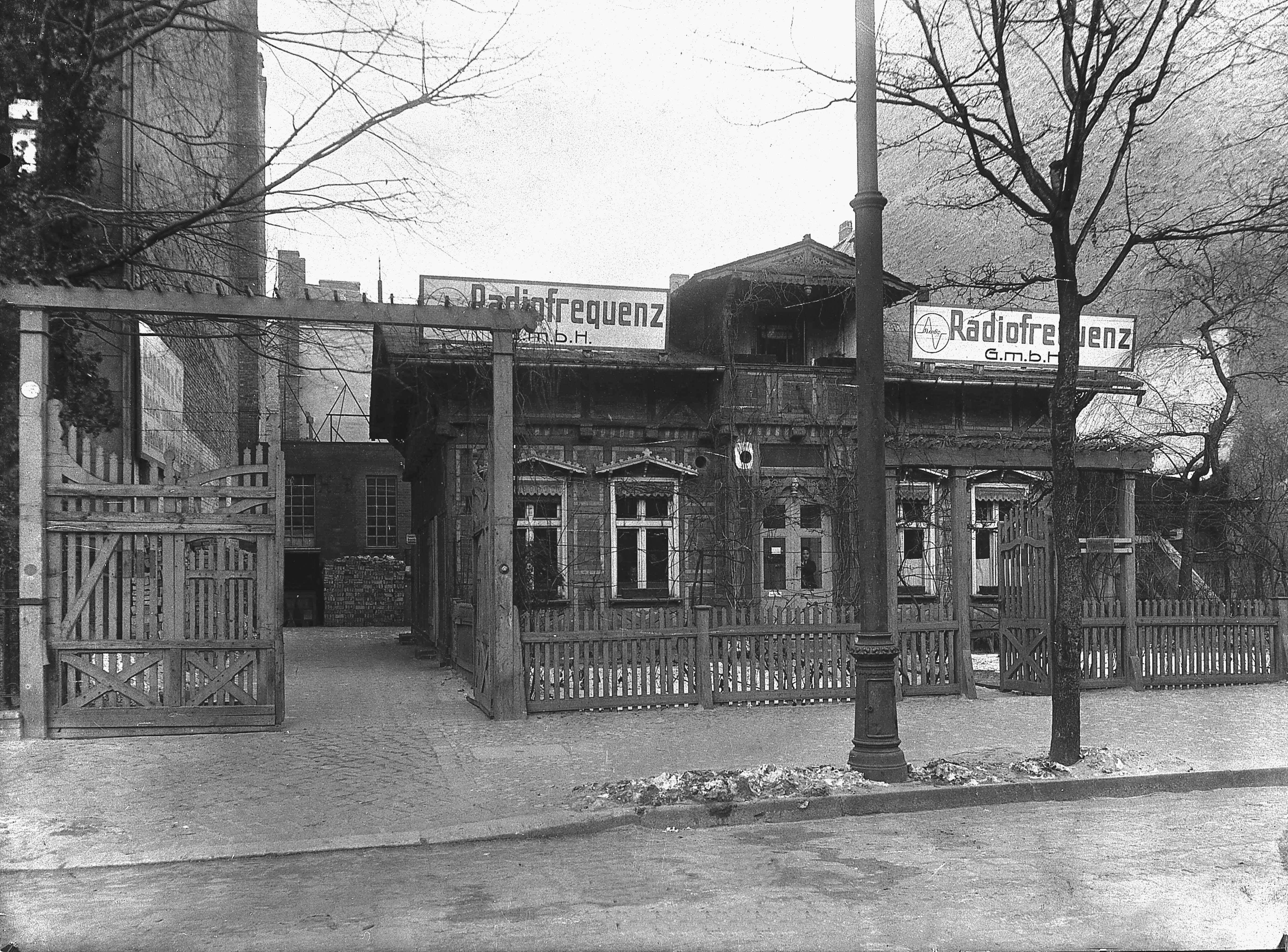
創業当時のベルリン本社（1923年）
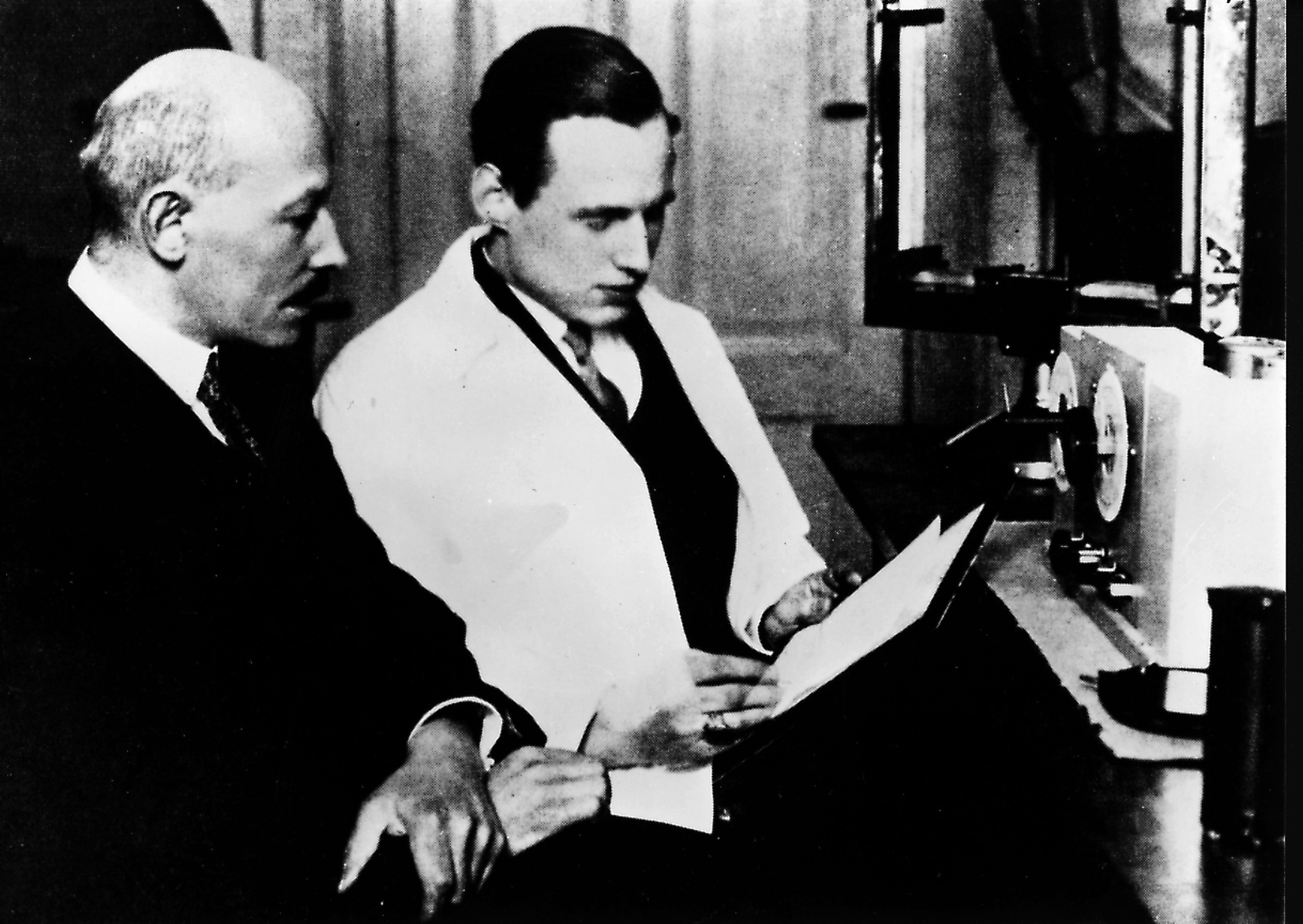
ジクムント・レーヴェ（左）とマンフレート・フォン・アルデンヌ（右）（1928年）
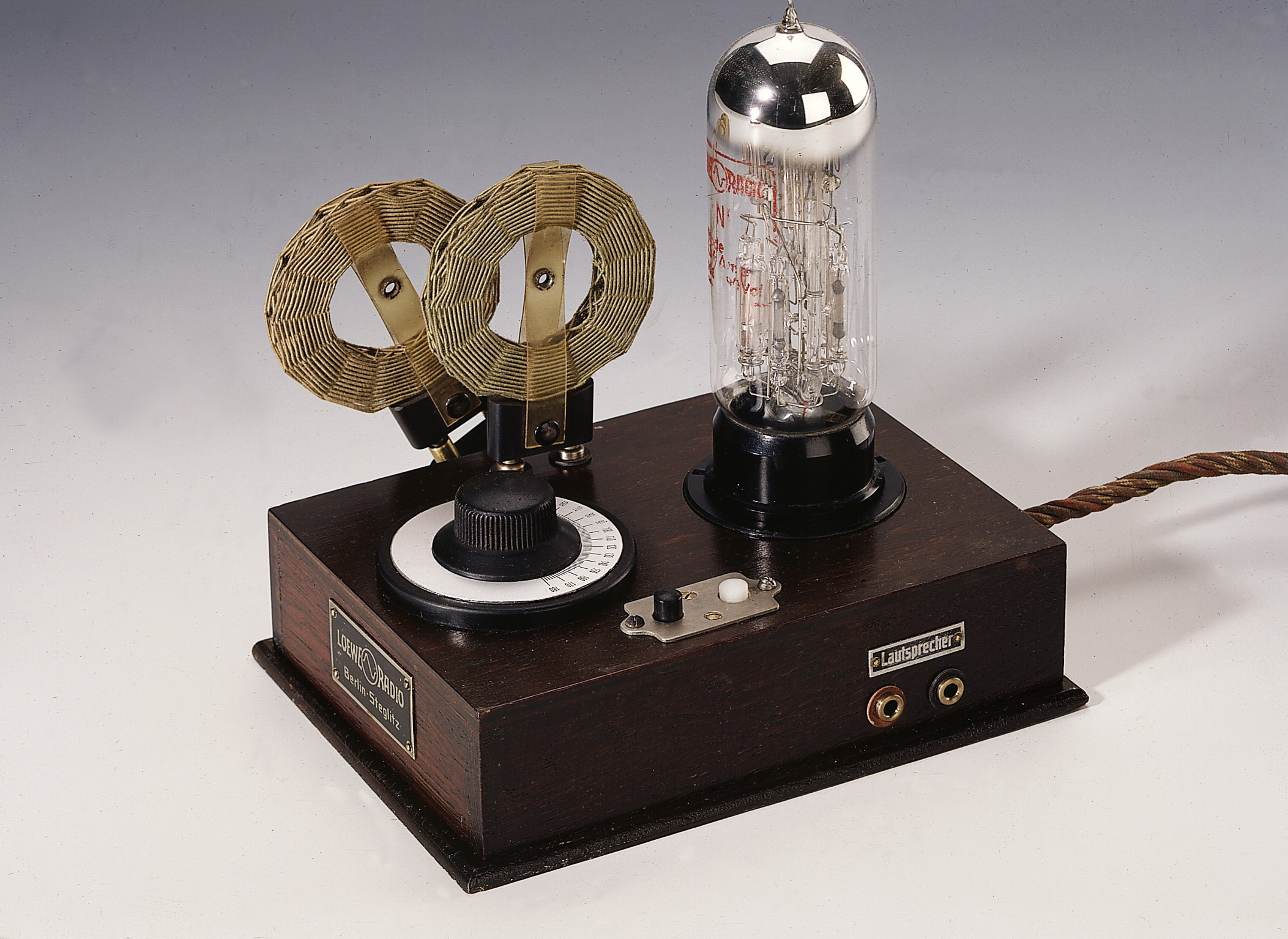
Loewe local receiver（1926年）
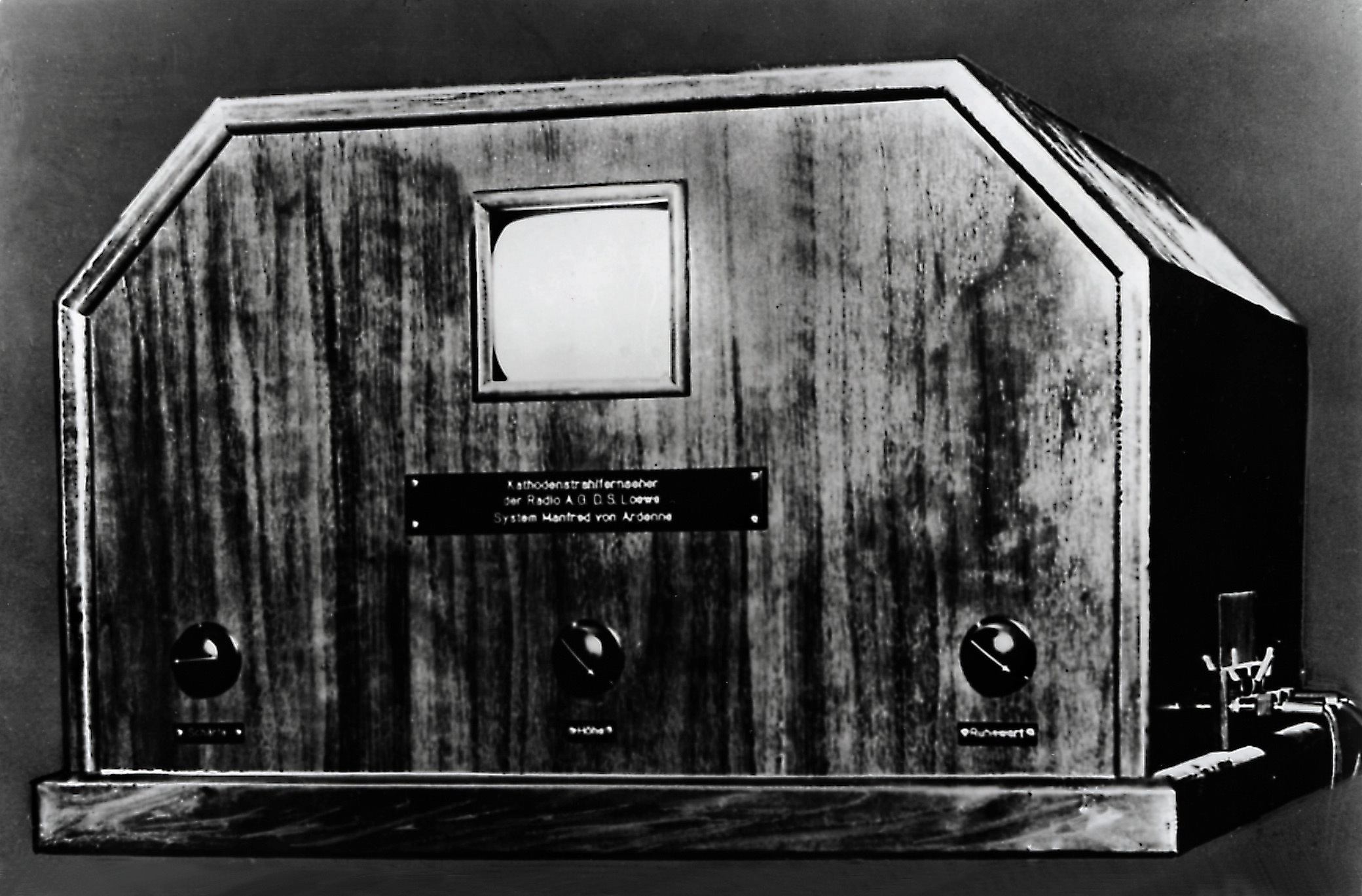
最初のレーベ製テレビ（1931年）
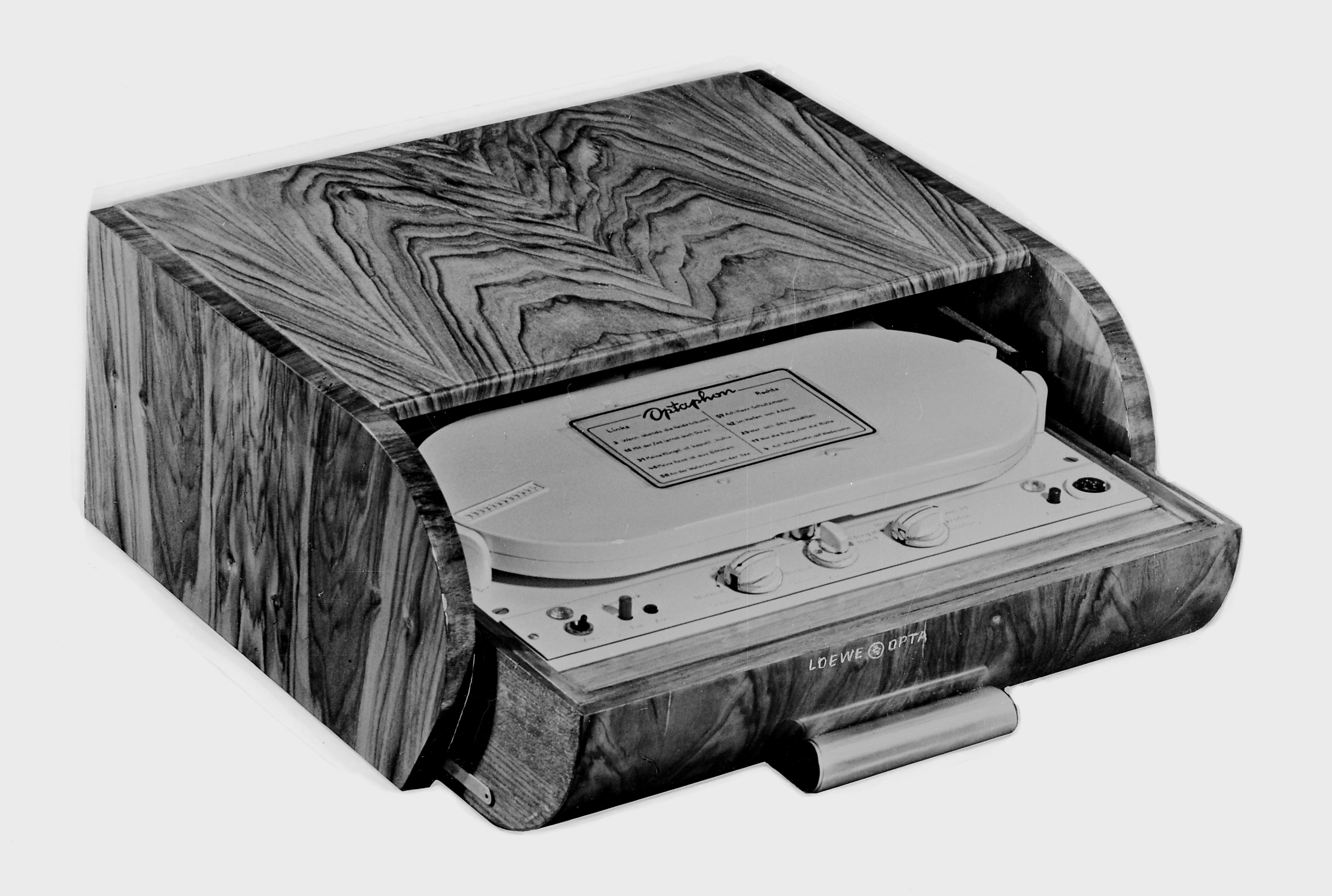
カセット式テープレコーダー レーベ・オプタフォン/Loewe Optaphon（1950年）
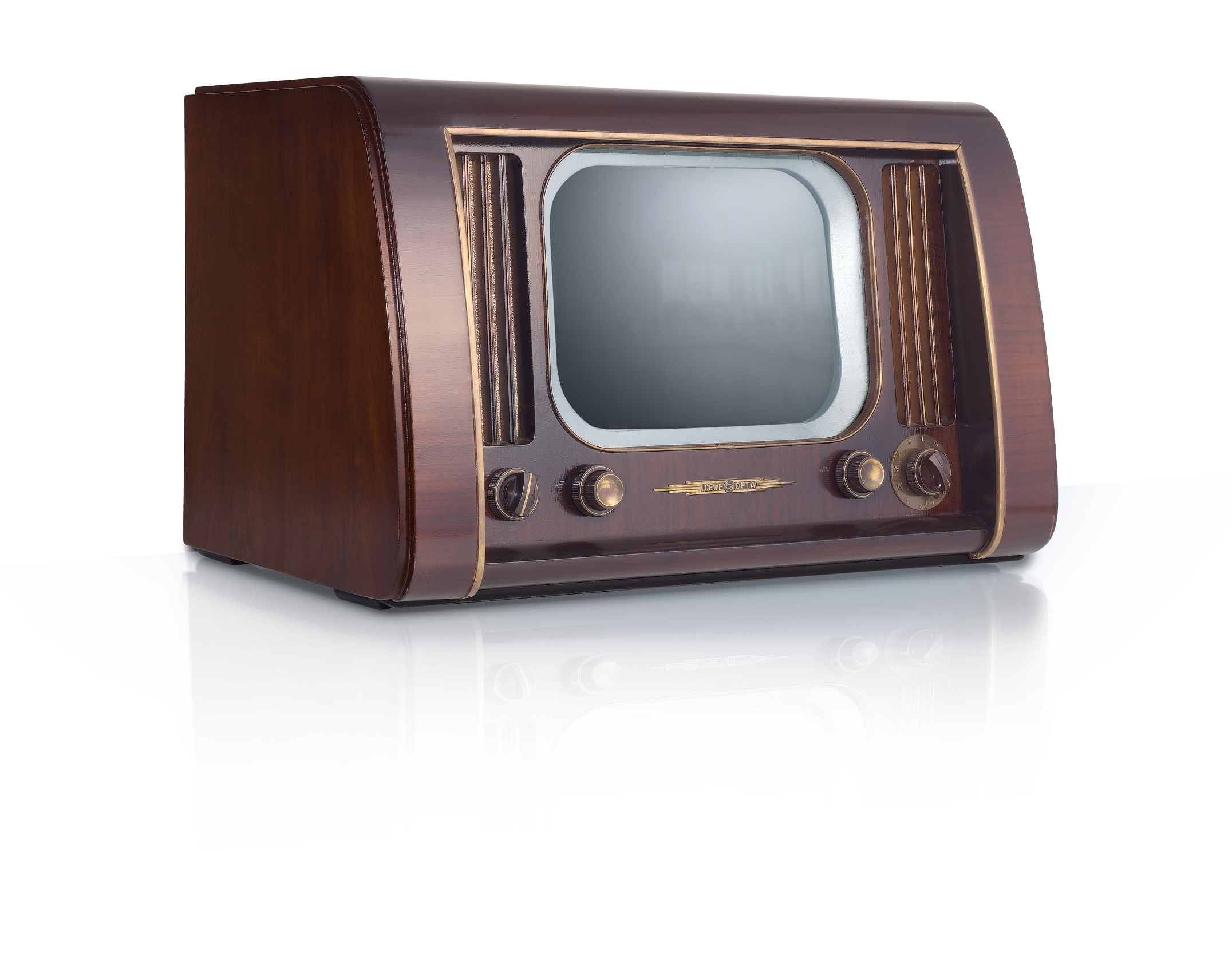
Loewe Iris（1951年）
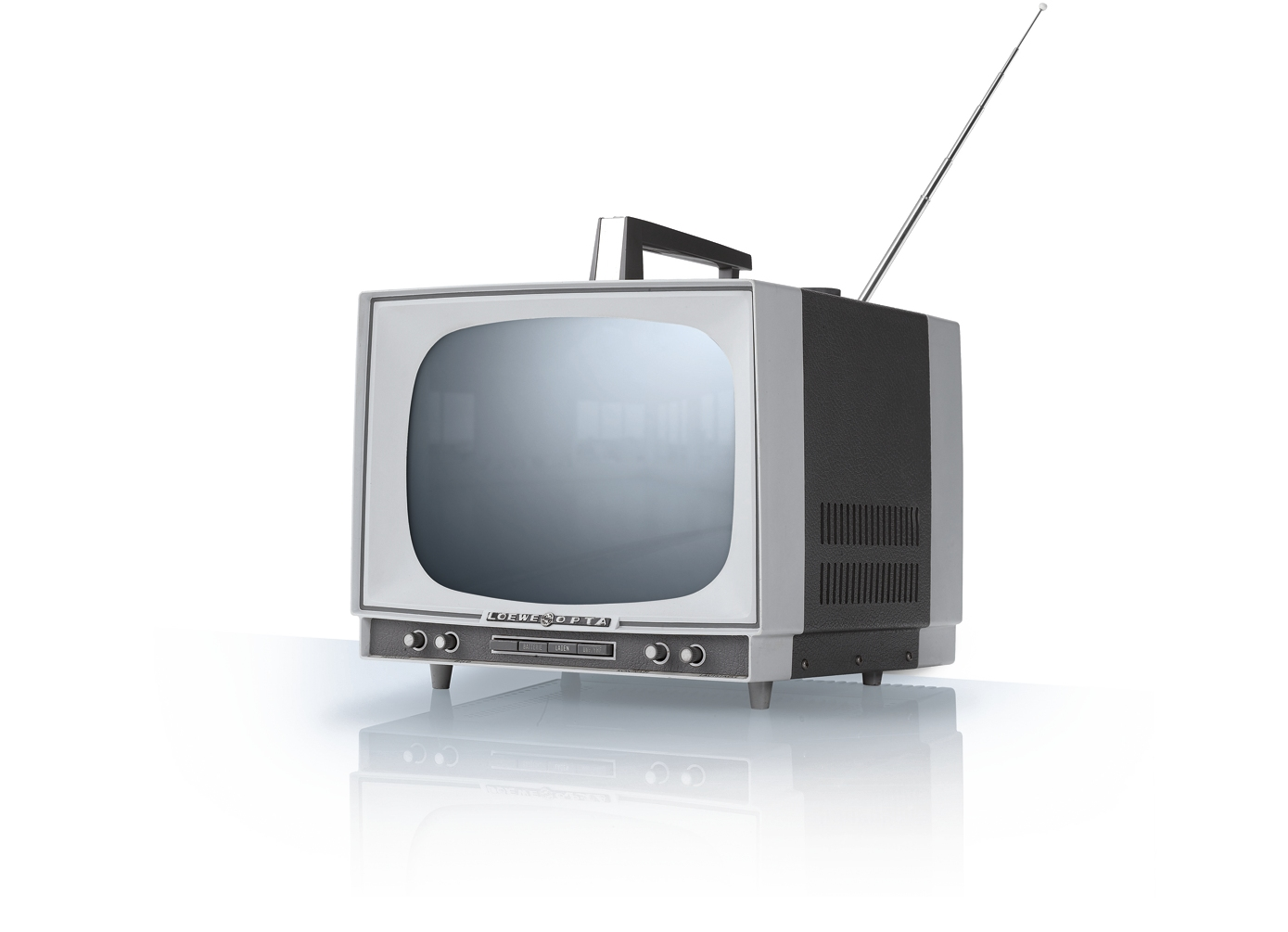
ポータブルテレビ レーベ・オプタポート/Loewe Optaport 270 x 215 x 275 mm（1963年）
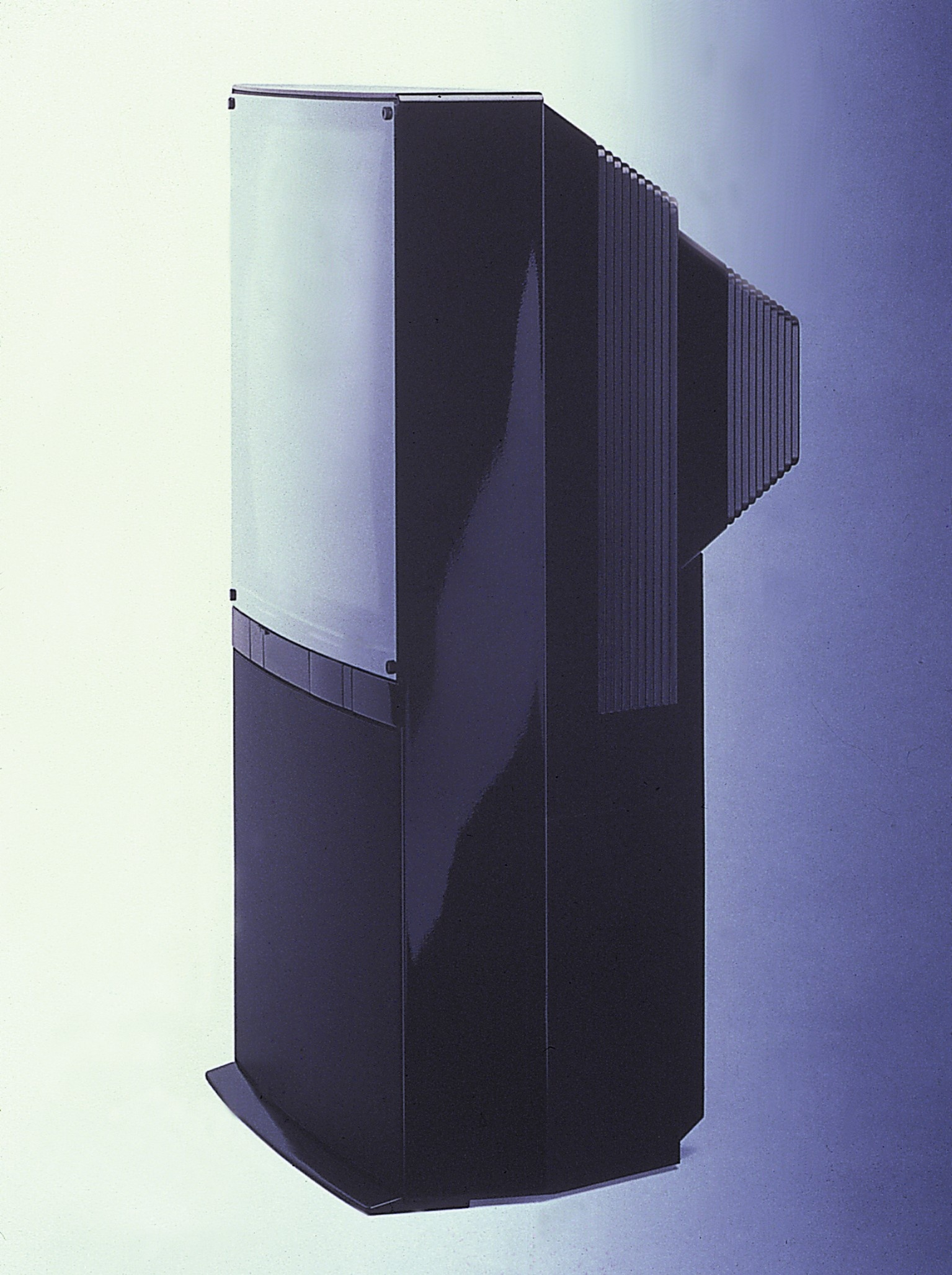
Loewe Art 1（1985年）
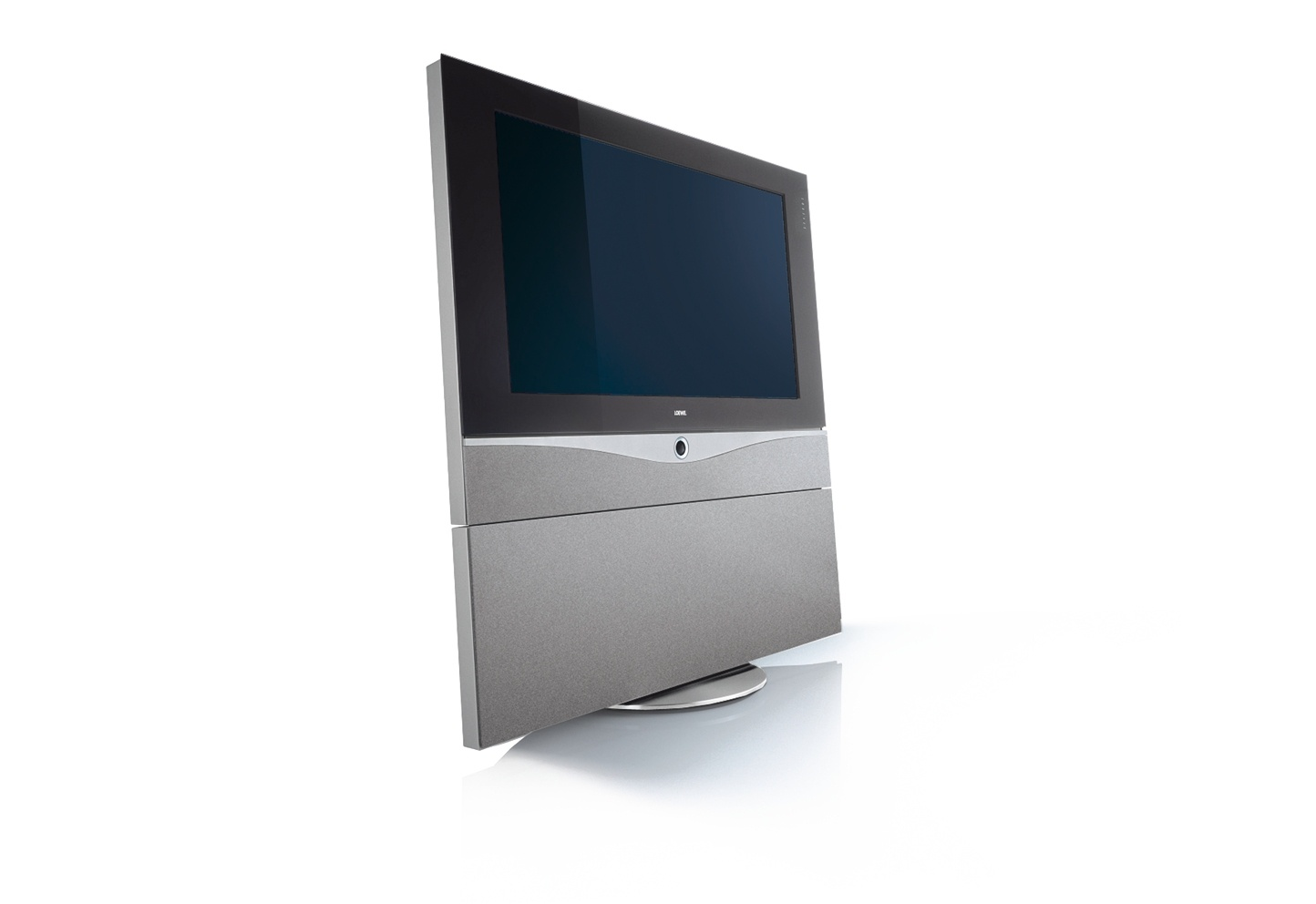
薄型テレビ レーベ・スフェロス/Loewe Spheros（1998年）